# Ист Лансдаун (Пенсилванија)
Ист Лансдаун (енгл. East Lansdowne) град је у америчкој савезној држави Пенсилванија.

## Демографија
По попису из 2010. године број становника је 2.668, што је 82 (3,2%) становника више него 2000. године.
| Група             | 2000.         | 2010.         |
| Белци             | 1.833 (70,9%) | 790 (29,6%)   |
| Афроамериканци    | 530 (20,5%)   | 1.490 (55,8%) |
| Азијати           | 156 (6,0%)    | 234 (8,8%)    |
| Хиспаноамериканци | 32 (1,2%)     | 116 (4,3%)    |
| Укупно            | 2.586         | 2.668         |